# Harry Sinkgraven
Harm 'Harry' Sinkgraven (Assen, 21 januari 1966) is een Nederlandse ex-profvoetballer.
Hij speelde onder andere bij ACV Assen, Alcides Meppel, FC Groningen, Cambuur Leeuwarden en FC Zwolle. In het seizoen 2008/2009 was hij trainer van het dameselftal van sc Heerenveen.
In seizoen 2009/2010 had Sinkgraven de profs van FC Emmen onder zijn hoede. Vanaf eind november tot begin december 2010 werkte hij kortstondig voor de Saint Prima Football Academy (SPFA) in Jakarta. Op 7 december 2010 werd bekend dat Sinkgraven per direct aan de slag ging bij het Canadese FC Edmonton. Hij werd daar de opvolger van Dwight Lodeweges en vertrok in september 2012 weer als trainer.
Harry Sinkgraven is vader van profvoetballer Daley Sinkgraven.

## Carrièrestatistieken
| Seizoen         | Club               | Land            | Competitie      | Competitie | Competitie | Beker | Beker | Internationaal | Internationaal | Overig | Overig | Totaal | Totaal |
| Seizoen         | Club               | Land            | Competitie      | Wed.       | Dlp.       | Wed.  | Dlp.  | Wed.           | Dlp.           | Wed.   | Dlp.   | Wed.   | Dlp.   |
| --------------- | ------------------ | --------------- | --------------- | ---------- | ---------- | ----- | ----- | -------------- | -------------- | ------ | ------ | ------ | ------ |
| 1988/89         | FC Groningen       | Nederland       | Eredivisie      | 18         | 0          | 1     | 0     | 1              | 0              | 0      | 0      | 20     | 0      |
| 1989/90         | FC Groningen       | Nederland       | Eredivisie      | 7          | 0          | 0     | 0     | 0              | 0              | 0      | 0      | 7      | 0      |
| 1990/91         | Cambuur Leeuwarden | Nederland       | Eerste divisie  | 21         | 2          | 0     | 0     | 0              | 0              | 0      | 0      | 21     | 2      |
| 1991/92         | Cambuur Leeuwarden | Nederland       | Eerste divisie  | 35         | 1          | 0     | 0     | 0              | 0              | 0      | 0      | 35     | 1      |
| 1992/93         | Cambuur Leeuwarden | Nederland       | Eredivisie      | 31         | 0          | 0     | 0     | 0              | 0              | 0      | 0      | 31     | 0      |
| 1993/94         | Cambuur Leeuwarden | Nederland       | Eredivisie      | 10         | 0          | 0     | 0     | 0              | 0              | 0      | 0      | 10     | 0      |
| 1993/94         | FC Zwolle          | Nederland       | Eerste divisie  | 5          | 0          | 0     | 0     | 0              | 0              | 0      | 0      | 5      | 0      |
| 1994/95         | FC Zwolle          | Nederland       | Eerste divisie  | 31         | 1          | 0     | 0     | 0              | 0              | 0      | 0      | 31     | 1      |
| 1995/96         | FC Zwolle          | Nederland       | Eerste divisie  | 29         | 0          | 0     | 0     | 0              | 0              | 0      | 0      | 29     | 0      |
| 1996/97         | FC Zwolle          | Nederland       | Eerste divisie  | 33         | 1          | 0     | 0     | 0              | 0              | 0      | 0      | 33     | 1      |
| 1997/98         | FC Zwolle          | Nederland       | Eerste divisie  | 30         | 2          | 0     | 0     | 0              | 0              | 0      | 0      | 30     | 2      |
| 1998/99         | FC Zwolle          | Nederland       | Eerste divisie  | 33         | 0          | 3     | 0     | 0              | 0              | 3      | 0      | 39     | 0      |
| 1999/00         | FC Zwolle          | Nederland       | Eerste divisie  | 26         | 0          | 2     | 0     | 0              | 0              | 0      | 0      | 28     | 0      |
| 2000/01         | FC Zwolle          | Nederland       | Eerste divisie  | 25         | 0          | 0     | 0     | 0              | 0              | 0      | 0      | 25     | 0      |
| Carrière totaal | Carrière totaal    | Carrière totaal | Carrière totaal | 334        | 7          | 6     | 0     | 1              | 0              | 3      | 0      | 344    | 7      |

## Trainersstatistieken
| Seizoen   | Club                       | Competitie                   | Functie                                 |
| --------- | -------------------------- | ---------------------------- | --------------------------------------- |
| 2001/2002 | FC Zwolle                  | Jupiler League               | Assistent trainer                       |
| 2002/2003 | FC Zwolle                  | Jupiler League               | Assistent trainer                       |
| 2003/2004 | FC Zwolle                  | Jupiler League               | Assistent trainer                       |
| 2005/2006 | FC Zwolle                  | Jupiler League               | Assistent trainer / Hoofdtrainer (a.i.) |
| 2006/2007 | Olympisch Elftal Indonesië |                              | Hoofdtrainer                            |
| 2007/2008 | sc Heerenveen vrouwen      | Vrouwen Eredivisie           | Hoofdtrainer                            |
| 2008/2009 | sc Heerenveen vrouwen      | Vrouwen Eredivisie           | Hoofdtrainer                            |
| 2009/2010 | FC Emmen                   | Jupiler League               | Hoofdtrainer                            |
| 2011/2012 | FC Edmonton                | North Atlantic Soccer League | Hoofdtrainer                            |